# Sous l'océan
Under the Sea
Pistes de The Little Mermaid: An Original Walt Disney Records Soundtrack
Partir là-bas Part of Your World (reprise)
Sous l'océan (ou Under the Sea dans la version originale) est une chanson issue du film d'animation La Petite Sirène, sorti en 1989. La chanson a été composée par Alan Menken avec les paroles originales d'Howard Ashman.
La chanson est interprétée dans le film par Sébastien sur un rythme inspiré par le calypso. Dans cette scène, le crabe essaie de convaincre Ariel que la vie sous la mer est bien meilleure que celle qu'elle convoite à la surface. La chanson a été récompensée d'un Golden Globe de la meilleure chanson originale et d'un Oscar de la meilleure chanson originale en 1990.
La version française, adaptée par Claude Rigal-Ansous, est interprétée par Henri Salvador en 1989 et Christophe Peyroux en 1998, et au Québec par Michel Comeau.

## Reprises
- La chanson a été reprise par les A*Teens pour l'album DisneyMania, par Raven-Symoné pour DisneyMania 3 et plus tard par Boo Boo Stewart pour DisneyMania 7. Un remix de la version de Raven a été enregistré sur DisneyRemixMania.
- La chanson a été reprise par le groupe Squirrel Nut Zippers sur leur album The Best of Squirrel Nut Zippers as Chronicled by Shorty Brown.
- En 2007, la chanson a été réutilisée dans la comédie musicale La Petite Sirène.
- En 2019, la chanson a été reprise par Shaggy dans le programme The Little Mermaid Live!

## Parodies et références
- En 1991, la chanson a été parodiée par Tom Smith[Qui ?] dans sa chanson On The PC.
- En 1992, dans le film d'animation Aladdin, on entend les premières notes de la chanson alors que le génie consulte le passage "crabe à la gelée royale" d'un livre de "recettes royales" et en sort le crabe Sébastien qui le pince.
- La chanson a été réinterprétée dans la série télévisée Kappa Mikey quand Mikey essaye de convaincre un poulpe de vivre avec lui.
- Elle est brièvement parodiée dans le film des Tiny Toons Les Vacances des Tiny Toons.
- La chanson a été revue et corrigée par Les Simpson dans l'épisode Pervers Homer dans lequel Homer imagine vivre sous la mer et manger tous les personnages.
- La chanson a en partie inspiré le titre That's How You Know du film Il était une fois.
- Une partie a été parodiée par le vidéaste LinksTheSun dans son Point Culture sur la peur, aujourd'hui supprimé[2].
- Frédéric Molas en fait une nouvelle parodie à la fin de son 42e Joueur du Grenier.
- La chanson a été parodiée par la chaîne Youtube Screen Junkies dans un épisode de leur série Honest Trailers consacré à La Petite Sirène ; la parodie met l'accent sur le côté entêtant de la chanson originale et ironise sur le message transmis par le film[3].